# Ross Butler
Ross Fleming Butler (Szingapúr, 1990. május 17. –) amerikai színész, modell.
Legismertebb alakítása Zach Dempsey a 13 okom volt című sorozatban. A K.C., a tinikém című sorozatban is szerepelt.

## Fiatalkora
Szingapúrban született. Édesanyja kínai-malajziai, édesapja angol-holland származású. Négy éves korában édesanyjával nevelte fel Fairfaxban, költöztek. 20 évesen Los Angelesbe költözött.

## Pályafutása
Butler 21 évesen kezdett el színészkedni. Első nagyobb szerepe a Disney Channel K.C., a tinikém című sorozatában volt, majd a Tengerparti tini mozi 2. című filmben szerepelt.
2017-ben a Riverdale című drámasorozatban tűnt fel. 2017 és 2020 között a 13 okom volt című sorozat szereplője volt.
2019-ben a Shazam! című szuperhősfilm szereplőinek tagja volt. 2020-ban A fiúknak – Utóirat: Még mindig szeretlek című filmben és a Swimming with Sharks című sorozatban szerepelt.

## Filmográfia

### Filmek
| Év   | Magyar cím                                | Eredeti cím                            | Szerep                  | Magyar hang  |
| ---- | ----------------------------------------- | -------------------------------------- | ----------------------- | ------------ |
| 2023 | Shazam! Az istenek haragja                | Shazam! Fury of the Gods               | Szuperhős Eugene        | Jakab Márk   |
| 2021 | Raya és az utolsó sárkány                 | Raya and the Last Dragon               | Gerinc törzsfője (hang) | Ódor Kristóf |
| 2021 | A fiúknak – Örökkön örökké                | To All the Boys: Always and Forever    | Trevor Pike             | Jakab Márk   |
| 2020 | A fiúknak – Utóirat: Még mindig szeretlek | To All the Boys: P.S. I Still Love You | Trevor Pike             | Jakab Márk   |
| 2019 | Shazam!                                   | Shazam!                                | Szuperhős Eugene        | Jakab Márk   |
| 2018 |                                           | Hacker's Game Redux                    | Jeremy                  |              |
| 2018 | A fiatalság ízei                          | Flavors of Youth                       | Limo (hang)             |              |
| 2015 |                                           | Perfect High                           | Nate                    |              |
| 2015 | Tengerparti tini mozi 2.                  | Teen Beach 2                           | Spencer Watkins         | Előd Álmos   |
| 2015 | Hacker játszma                            | Hacker's Game                          | Jeremy                  |              |
| 2014 |                                           | Rules of the Trade                     | Leroy                   |              |
| 2014 |                                           | Two Bedrooms                           | Toby                    |              |
| 2013 |                                           | Work It Out                            | Eddie Peon              |              |
| 2013 | Gyakornokok                               | The Internship                         | Noah                    |              |
| 2013 |                                           | Camp Sunshine                          | Tony                    |              |
| 2012 |                                           | The Gateway Life                       | Allen                   |              |

### Televíziós szerepek
| Év        | Magyar cím               | Eredeti cím                   | Szerep        | Megjegyzések                         |
| --------- | ------------------------ | ----------------------------- | ------------- | ------------------------------------ |
| 2021      |                          | Awkwafina Is Nora from Queens | Chuck         | 1 epizód                             |
| 2021      |                          | Swimming with Sharks          | Alex          | főszereplő                           |
| 2017–2020 | 13 okom volt             | 13 Reasons Why                | Zach Dempsey  | főszereplő magyar hangja Rada Bálint |
| 2017      | Riverdale                | Riverdale                     | Reggie Mantle | mellékszereplő                       |
| 2016      | Teen Wolf – Farkasbőrben | Teen Wolf                     | Mumu          | 3 epizód                             |
| 2015–2016 | K.C., a tinikém          | K.C. Undercover               | Brett Willis  | 8 epizód magyar hangja Timon Barna   |
| 2015      |                          | Chasing Life                  | Hunter        | 3 epizód                             |
| 2014      |                          | Happyland                     | Scott         | 1 epizód                             |
| 2014      |                          | Dog Park                      | Scott         | 1 epizód                             |
| 2013      |                          | Major Crimes                  | Ian Yorita    | 1 epizód                             |